# سيريل ستايلز
سيريل ستايلز (بالإنجليزية: Cyril Stiles) هو مجدف نيوزيلندي، ولد في 10 أكتوبر 1904 في بيترماريتزبرغ في جنوب أفريقيا، وتوفي في 5 مارس 1985.

## وصلات خارجية
- سيريل ستايلز على موقع الاتحاد الدولي للتجديف (الإنجليزية)
- سيريل ستايلز على موقع اللجنة الأولمبية الدولية (الإنجليزية)
- سيريل ستايلز على موقع أوليمبيديا (الإنجليزية)
- سيريل ستايلز على موقع اللجنة الأولمبية النيوزيلندية (الإنجليزية)